# Illicium modestum
Illicium modestum är en tvåhjärtbladig växtart som beskrevs av Albert Charles Smith. Illicium modestum ingår i släktet Illicium och familjen Schisandraceae. Inga underarter finns listade.